# Барбарис Тунберга
Барбарис Тунберга (лат. Berberis thunbergii) — кустарник, вид рода Барбарис (Berberis) семейства Барбарисовые (Berberidaceae).
В природе ареал вида охватывает Дальний Восток. Натурализовалось в Европе и Северной Америке. Культивируется повсеместно.
Вид был назван в честь известного шведского ботаника Карла Петера Тунберга.

## Ботаническое описание
Кустарник высотой до 2,5 м, с дугообразно отклоненными ребристыми ветвями. Побеги ярко-красные или красно-оранжевые, позднее бурые и тёмно-коричневые.
Почки яйцевидные, островатые, длиной 0,5 мм, красноватые. Листья ромбически-овальные, округлые или лопатчатые, на верхушке закруглённые или чуть заострённые, с клиновидным основанием, вместе с черешком длиной до 2 см, шириной 1 см, сверху ярко-зелёные, снизу сизые, осенью ярко-красные,розовые, цельнокрайные. Колючки простые, топкие и упругие, длиной около 1 см.
Цветки в немногоцветковых (2—5) пучках, коротких кистях или одиночные, жёлтые, красноватые снаружи, диаметром до 1 см.
Ягоды кораллово-красные, блестящие, эллипсоидальные, длиной до 1 см. В 1 кг 5,9 тыс. плодов, или 88,5 тыс. семян; вес 1 тыс. семян 9—17,6 г.
Цветёт в мае. Плодоносит в сентябре — октябре.
|                                                           |  |  |  |
| Слева направо: Листья. Цветок (увеличено). Ягоды. Семена. |  |  |  |

## Значение и применение
Интродуцирован в 1864 году. В России известен практически на всей территории.
Декоративное растение, широко применяемый в садах и парках, в живых изгородях, бордюрных, групповых и одиночных посадках; особенно ценен осенью благодаря яркой фиолетово-карминовой окраске листьев и долго держащимся кораллово-красным плодам.
Вполне пригоден для закрепления берегов оросительных систем.

## Классификация

### Таксономия
Вид Барбарис Тунберга входит в род Барбарис (Berberis) трибы Барбарисовые (Berberideae) подсемейства Барбарисовые (Berberidoideae) семейства Барбарисовые (Berberidaceae) порядка Лютикоцветные (Ranunculales).
|  |                       |  |                                          |                                          |                           |  | ещё 1 подсемейство (согласно Системе APG II) | ещё 1 подсемейство (согласно Системе APG II) |                                       |  |  |  | ещё 11—14 родов         | ещё 11—14 родов       |  |  |
|  |                       |  |                                          |                                          |                           |  | ещё 1 подсемейство (согласно Системе APG II) | ещё 1 подсемейство (согласно Системе APG II) |                                       |  |  |  | ещё 11—14 родов         | ещё 11—14 родов       |  |  |
|  |                       |  |                                          | семейство Барбарисовые                   |                           |  |                                              |                                              | триба Барбарисовые                    |  |  |  |                         | вид Барбарис Тунберга |  |  |
|  |                       |  |                                          | семейство Барбарисовые                   |                           |  |                                              |                                              | триба Барбарисовые                    |  |  |  |                         | вид Барбарис Тунберга |  |  |
|  | порядок Лютикоцветные |  |                                          |                                          | подсемейство Барбарисовые |  |                                              |                                              | род Барбарис                          |  |  |  |                         |                       |  |  |
|  | порядок Лютикоцветные |  |                                          |                                          |                           |  |                                              |                                              |                                       |  |  |  |                         |                       |  |  |
|  |                       |  | ещё 9 семейств (согласно Системе APG II) | ещё 9 семейств (согласно Системе APG II) |                           |  |                                              | ещё 1 триба (согласно Системе APG II)        | ещё 1 триба (согласно Системе APG II) |  |  |  | ещё от 450 до 600 видов |                       |  |  |
|  |                       |  |                                          | ещё 9 семейств (согласно Системе APG II) |                           |  |                                              |                                              | ещё 1 триба (согласно Системе APG II) |  |  |  |                         |                       |  |  |

### Представители
В рамках вида существует несколько разновидностей:
- Berberis thunbergii var. atropurpurea Chenault — в природе не встречается.
- Berberis thunbergii var. maximowiczii (Regel) Regel — в природе не встречается.
- Berberis thunbergii var. minor Rehder — в природе не встречается.

## Некоторые сорта
- 'Atropurpurea Nana' (Синонимы: 'Crimson Pygmy', 'Kleiner Favorit', 'Little Favourite'[2]). Невысокий кустарник высотой до 61 см, ширина до 91. На побегах трехраздельные шипы. Листья яйцевидные, 1 - 2 см длиной, пурпурно-красные, осенью красные. Цветёт в апреле-мае мелкими жёлтыми цветками. Зона зимостойкости (USDA-зона): 4—8. Используется для создания бордюров и в рокариях[3].
- 'Dart's Red Lady' (syn.  f. atropurpurea 'Dart's Red Lady'). Невысокий раскидистый кустарник высотой до 80 см, шаровидной формы. Годовой прирост около 10 см. Листья мелкие, тёмно-пурпурные, слегка блестящие, удерживающиеся на кустарнике до поздней осени. Предпочитает лёгкую рыхлую почву, богатую питательными элементами. Расположение: солнечные или полутенистые участки; стойкий к низким температурам. Используется для цветочных садовых композиций, низких живых изгородей, рокариев и высаживания на откосах, особенно рекомендуется для композиций в контейнерах[4][5].
- 'Erecta'. Кустарник отличающийся в молодости узкой кроной и прямостоячими побегами. Достигает высоты 1,5 м. Годовой прирост около 15 см. Листья светло–зелёные, относительно крупные, кругловатые, на коротких черешках, осенью пурпурные. Цветки жёлтые. Используется для живых изгородей.  Расположение: солнечные или полутенистые участки[4][6].